# Charles-Simon Catel
Pour les articles homonymes, voir Catel.
Charles-Simon Catel, né le 10 juin 1773 à L'Aigle et mort le 29 novembre 1830 à Paris, est un compositeur et pédagogue français.

## Biographie
Catel étudie à Paris à l'École royale de chant et de déclamation (ancêtre directe du conservatoire), créée par Louis XVI en 1783 (elle précéde immédiatement le conservatoire créé en 1792-1795 par la Révolution française). Il est chef assistant de François-Joseph Gossec auprès de l'orchestre de la Garde nationale en 1790. Membre de l'Institut, il compose avec ce maître des oeuvres de musique de cérémonie et extérieure et de musique militaire pour les cérémonies de la République, entre autres l’Hymne à la Victoire, sur la bataille de Fleurus (paroles de Ponce-Denis Écouchard-Lebrun). 
Charles-Simon Catel est nommé professeur d'harmonie au Conservatoire de Paris dès sa création en 1795 puis en devient inspecteur en 1810 avant d'en être destitué en 1814. Il a eu entre autres comme élève au conservatoire le célèbre et excentrique harpiste Nicolas Bochsa qui, grâce à son enseignement, obtint un premier prix d'harmonie en 1808.
En sus de la musique composée à l'occasion des célébrations révolutionnaires, Charles-Simon Catel a composé plusieurs œuvres symphoniques et de chambre ainsi qu'un Traité d’harmonie (1802).
Ses œuvres lyriques ont fait sa renommée, notamment la tragédie lyrique Sémiramis (1802) et l'opéra Les Bayadères (1810), crées au  Grand-Opéra. Le premier ouvrage doit autant à la tragédie lyrique héritée du XVIIIe siècle qu'il annonce déjà le grand opéra romantique. Le second est un chef-d'œuvre qui connut un succès comparable à celui de La Vestale de Spontini trois ans plus tôt et que saluera Berlioz une dizaine d'années plus tard à son arrivée à Paris.
Il devient membre de l'Académie des Beaux-arts et 1817 et reçoit la Légion d'honneur en 1825.
Catel est un brillant coloriste utilisant des effets instrumentaux nouveaux et des constructions dramatiques innovantes comme dans Les Bayadères, ouvrage parfois teinté d'orientalisme. Dans l'ouverture de son opéra Sémiramis, le passage où les trois trombones dialoguent avec les cordes seules était particulièrement apprécié. 
Inhumé au cimetière du Père Lachaise, il est transféré au Cimetière Montmartre (division 30), le 5 juin 1875, dans la tombe de Bernard Sarrette, le fondateur du Conservatoire de Paris en 1795.

## Œuvres

### Musique militaire
- Marche no 1, pour Petite flûte Ut, Basson, Cor en Fa, Trompette en Fa, Serpent.
- Marche no 2

### Œuvres lyriques
- Sémiramis, tragédie lyrique en 3 actes, livret de Philippe Desriaux d’après Voltaire, représentée à l’Opéra de Paris le 4 mai 1802[6].
- Les Artistes par occasion, opéra-bouffon en un acte, livret d’Alexandre Duval, représenté à l’Opéra-Comique en 1807.
- L’Auberge de Bagnères, opéra-bouffon en 3 actes, livret de C. Jalabert, représenté à l’Opéra-Comique en 1807.
- Les Bayadères, opéra en 3 actes, livret d’Étienne de Jouy d’après Voltaire, représenté à l’Opéra de Paris le 8 août 1810[7].
- Les Aubergistes de qualité, opéra-comique en 3 actes, livret d’Étienne de Jouy, représenté à l’Opéra-Comique le 17 juin 1812.
- Bayard à Mézières, opéra-comique en un acte, livret d’Alisvan de Chazet et Emmanuel Dupaty, représenté à l’Opéra-Comique en 1814.
- Le Premier en date, opéra-comique en un acte, livret de Marc-Antoine Désaugiers et Pessey, représenté à l’Opéra-Comique le 3 novembre 1814.
- Wallace ou Le Ménestrel écossais, opéra héroïque en 3 actes, livret de L. Ch. J. Fontanes de Saint-Marcellin, représenté à l’Opéra-Comique en 1817.
- Zirphile et Fleur de Myrte ou Cent Ans en un jour, opéra-féerie en 2 actes, livret d’Étienne de Jouy et Nicolas Lefebvre, représenté à l’Opéra de Paris en 1818.
- L’Officier enlevé, opéra-comique en un acte, livret d’Alexandre Duval, représenté à l’Opéra-Comique en 1819.

### Œuvres vocales et chorales
- Chant triomphal pour la paix et l'anniversaire du Sacre , à 4 voix, chœur à 5 voix et orchestre (1re exécution à Paris, le 4 décembre 1809[8]).
- Ode sur le Vaisseau Le Vengeur, texte de Ponce-Denis Écouchard-Lebrun , pour baryton et orchestre ( ? ).
- Hymne sur la reconquête de Toulon , pour chœur d’hommes et orchestre (1793)[9].
- Hymne à la victoire, sur la bataille de Fleurus, à 4 voix, chœur et orchestre d'harmonie[10] (1ere exécution à Paris, au concert du Peuple le 16 Messidor An II soit le 4 juillet 1794). Paroles de Ponce-Denis Ecouchard Le Brun, extraites de l' "Ode patriotique sur les évènements de 1792"[11].
- Marche Guerrière, livret de Philippe Desriaux d’après Voltaire.